# یواس‌ان‌اس‌سی‌اس گری‌فاکس (تی‌دبلیوآر-۸۲۵)
یواس‌ان‌اس‌سی‌اس گری‌فاکس (تی‌دبلیوآر-۸۲۵) (به انگلیسی: USNSCS Grayfox (TWR-825)) یک کشتی است که طول آن ۱۲۰ فوت (۳۷ متر) می‌باشد.